# Henri Camara
Henri Camara, född 10 maj 1977 i Dakar, Senegal, är en sengegalesisk fotbollsspelare som spelar för Ionikos FC i Grekiska Fotbollsligan 2. Tidigare har han spelat för Neuchâtel Xamax (1999-2000), Grasshopper-Club Zürich (2001), CS Sedan Ardennes (2001-03), Wolverhampton Wanderers FC (2003-04), Celtic FC (2004-05), Southampton FC (2005), Wigan Athletic FC (2005-09), Sheffield United FC (2009-10), Atromitos FC (2010-11), Panetolikos FC (2011-14) och AEL Kalloni FC (2014-15).
Camara har spelat 99 landskamper för Senegals fotbollslandslag, där han totalt gjorde 29 mål. Han representerade även Senegal i VM i fotboll 2002, och gjorde två mål mot Sverige i åttondelsfinalen.